# HH 30
HH 30 – obiekt Herbiga-Haro znajdujący się w gwiazdozbiorze Byka w odległości około 450 lat świetlnych.

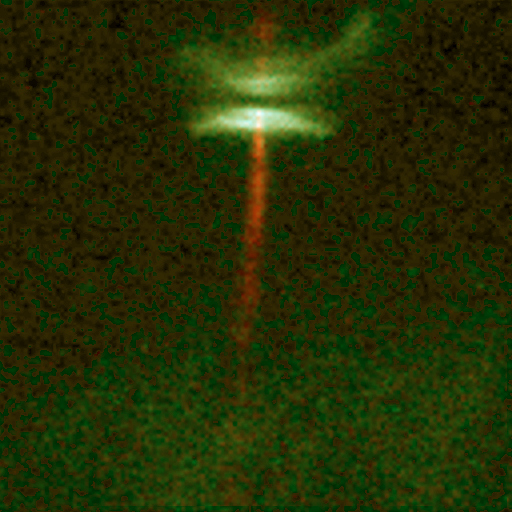
Obiekt HH 30 w podczerwieni (Spitzer)

Obiekt HH 30 to młoda protogwiazda V1213 Tauri otoczona cienkim, ciemnym dyskiem materii, wysyłająca energetyczne dżety. Dysk otaczający HH 30 rozciąga się na około 70 miliardów kilometrów, dzieląc mgławicę na dwie części. Centralna gwiazda jest niewidoczna, lecz jej światło rozprasza się na dolnej i górnej powierzchni dysku, tworząc parę zielonkawych mgławic. Gazowy dżet HH 30 ma kolor czerwonawy.